# قسم حومة دهغلان الريفي (مقاطعة دهغلان)
قسم حومة دهغلان الريفي (بالفارسية: دهستان حومه دهگلان) هي منطقة سكنية تقع في قسم في إيران. يقدر عدد سكانها بـ 7,046 نسمة .